# Obszczenacyonalnoje tielewidienije
Obszczenacyonalnoje tielewidienije (ONT, ros. Общенациональное телевидение, ОНТ) – białoruski nadawca telewizyjny, którego właścicielem jest ZAO Wtoroj nacjonalnyj kanał (ЗАО Второй национальный канал). ONT powstał 25 czerwca 2002 dekretem prezydenta Białorusi Aleksandra Łukaszenki z 15 lutego 2002. Dawniej na częstotliwościach ONT nadawała rosyjska telewizja ORT. Zasięg kanału dosięga nawet do Polski na terenach województw Lubelskiego i Podlaskiego. W województwie lubelskim zasięg dosięga do okolic Parczewa z nadajnika w Brześciu (kanał 30).
Stacja oprócz produkcji własnej i zagranicznej retransmituje sygnał rosyjskiego Kanału Pierwszego.